# Поліське церковне намісництво
Поліське намісництво (деканат) — церковно-адміністративна округа Берестейського крилоса Володимирської єпархії.
Візитація проводилась у 1759 р. У 1804 році візитацію проводив Ситієвич.

## Парафії
15-26 березня 1726 року в поліському деканаті з візитацією побував ігумен берестейського монастиря василіан о. Степан Литвинко. На цей час тут було 22 парафії.
У 1729 році охоплювало 20 парафій. Міських парафій 2.
- Бородичі (1773)
- Брашевичі (1772)
- Бульково (1726, 1772)
- Великорита (1726, 1780)
- Верхолісся (1726, 1772)
- Доропійовичі
- Замшани (1726, 1774)
- Озяти (1726, 1777)
- Пожежин (1726, 1772)
- Радваничі (1726, 1772)
- Хотіслав (Спаська церква) (1726, 1772)
- Чорняни (1726, 1772)